# Oposició Tadjik Unida
L'Oposició Tadjik Unida (OTU) fou una coalició política i aliança militar de forces i partits democràtics, nacionalistes i islamistes. Va sorgir oficialment el 1993, després de l'etapa més violenta de la Guerra Civil del Tadjikistan. L'OTU va lluitar contra les forces del govern procomunista d'Emomali Rahmon, enfrontant-se així al Front Popular del Tadjikistan.
L'Oposició Tadjik Unida estava formada pel Partit del Renaixamenet Islàmic, el partit «Rastokhez», el Partit Democràtic del Tadjikistan, el Partit de la Unitat del Poble i el partit Lali Badakhshan. L'OTU va aconseguir certs avenços respecte al govern de Rahmon, pressionant així per iniciar les negociacions. El juny de 1997 es va firmar el tractat de pau entre el govern i la coalició opositora, posant així punt final al conflicte.

Després d'aquest tractar gran part de les unitats militars de l'OTU van passar a formar part de l'Exèrcit del Tadjikistan, convertint-se en algunes de les seves unitats amb més experiència.